# Teoría de las laringales
Se conoce como laringales a un conjunto de tres sonidos consonantes que aparecen en las reconstrucciones del protoindoeuropeo. La teoría fue propuesta por primera vez por Ferdinand de Saussure en 1879; sin embargo, no obtuvo aceptación general hasta que el hitita fue descubierta y descifrada lentamente a mediados del siglo XX. Pronto se hallaron fonemas en el hitita para los que la teoría de las laringales constituía la mejor explicación, lo que supuso la aceptación de la teoría por parte de la mayoría de los indoeuropeístas.

## Evidencias de las laringales
No se sospechó de la existencia de estos sonidos hasta hace relativamente poco tiempo, por ser los idiomas anatolios los únicos idiomas indoeuropeos en los que las laringales sobrevivieron en la escritura. La mayoría de filólogos han aceptado que las laringales existieron, porque teniéndolas en cuenta se simplifican las explicaciones sobre algunos cambios de sonidos desde PIE a los idiomas hijos que de otro modo serían bastante difíciles de comprender.
Son tres los sonidos conocidos como laringales:
- h₁, la laringal «neutra»;
- h₂, la laringal a-colorante;
- h₃, la laringal o-colorante;

Winfred P. Lehmann, no obstante, ha mantenido que *h₁ agrupaba realmente dos sonidos distintos, debido a reflejos inconsistentes en hitita. (Lehmann asumió que una fue una oclusiva glotal y la otra una fricativa glotal. Ver más abajo.)
En griego, entre consonantes y al inicio, h₁ > e, h₂ > a, y h₃ > o. En idiomas indo-iranios como el sánscrito, cada laringal se transforma en i, y en el resto de idiomas indoeuropeos, cada laringal (no inicial) se convierte en a. Esto explica el siguiente fenómeno:
- PIE *ph₂tḗr «padre» > griego patḗr, sánscrito pitá, latín pater
- PIE *ish₁rós «sagrado» > griego hierós, sánscrito iṣirá-
- PIE *dh₃tós «dado» > griego dotós, latín datus

La evidencia principal de la existencia de las laringales se observa cuando en conexión con la vocal del PIE *e-, h₂ la colorea en *a-, y h₃ en *o-. En anatolio, sin embargo, h₂ se conservó, igual que h₃ en algunas posiciones. Por ejemplo:
- PIE *h₂enti «antes» > hitita ḫanti, griego anti, latín ante
- PIE *h₃éu̯is «oveja» > luvio ⁠ḫāwīs, griego ant. óïs, oîs, latín ovis

La teoría de las laringales ha sido considerada la mejor explicación a la misteriosa aparición de h- en el léxico anatolio, y a la diferencia vocálica entre los idiomas anatolios y la mayoría de los otros idiomas indoeuropeos, como el latín ovis «oveja».

### Efectos apofónicos
La teoría laringalista también explica algunas secuencias apofónicas que aparecen en muchas raíces indoeuropeas, haciendo que parezcan menos arbitrarias y más regulares. Por ejemplo, la secuencia observada:
- ē/ ē /ə se explica como eh₁/ oh₁/ h₁;
- ā/ ā /ə se explica como eh₂/ oh₂/ h₂;
- ō/ ō /ə se explica como eh₃/ oh₃/ h₃;

### Femeninos pIE en -ā
La teoría laringalista requiere bastantes ajustes en el modelo flexivo indoeuropeo. El género femenino que comparten la mayoría de los antiguos idiomas indoeuropeos parece haber sido creado con un sufijo, *-eh₂, que se coloreó por efecto de la laringal en *-a, que a su vez sufrió un alargamiento compensatorio tras la pérdida de la laringal. Esto lleva a pensar que los nombres y adjetivos femeninos tuvieran originariamente raíces consonantes, en lugar de raíces vocálicas, lo que ayudaría a explicar la razón por la cual su flexión es distinta de otros nombres con raíces vocálicas reales.
Puesto que el género femenino se formó usando un sufijo reconocible, algunos investigadores piensan que fue una innovación reciente. Según su punto de vista, el PIE temprano tendría sólo dos géneros gramaticales originales: el masculino o animado, y el neutro o inanimado.

### Evidencias provenientes de los idiomas urálicos
Otras evidencias de las laringales provienen de los idiomas urálicos (fino-ugrios). A pesar de que el proto-urálico y el protoindoeuropeo no tienen correspondencias fonológicas regulares y que no están genéticamente emparentadas, algunas palabras reconstruidas en «proto-dialectos» urálicos (como el proto-fino-ugrio, proto-fino-pérmico, etc.) han sido tomadas de dialectos indoeuropeos (p.ej., finés nimi «nombre» y porsas «cerdito; carne de cerdo»). Tras asumir que las laringales protoindoeuropeas podrían haberse traducido como fonemas guturales en los idiomas que tomaron las palabras prestadas, se van encontrando cada vez más préstamos desde el pIE a los idiomas urálicos.
Tres fonemas urálicos aparecen en las posiciones donde PIE tiene laringales. Desafortunadamente, el urálico, que era más rico en alveolares, tenía varios fonemas guturales donde elegir. Dependiendo de la antigüedad del préstamo, se aproximaron a unos u otros fonemas. Algunos ejemplos:
- finés lehti «hoja» < PIE *bʰlh₁-tó- > danés blad «hoja» (aquí no aparece b- inicial porque los idiomas urálicos pierden el primer fonema de un grupo consonántico al inicio de palabra).
  - De hecho, esta palabra se tomó más recientemente del baltoeslavo *leištas; cf. lituano lai̇̃škas, russo list (лист).[2][3][4]
- finés kalja «cerveza» derivado por sufijo de *kale- < PIE *h₂elut- > inglés ale, sueco öl «cerveza».
- El finés tehdä «hacer» se presenta habitualmente como préstamo de *dʰeh₁- > neerlandés doen «hacer», pero esta reconstrucción asume que todas las palabras indoeuropeas en urálico son préstamos. Aunque esta suposición no ha sido criticada abiertamente, hay quien propone que podría reconstruirse una etimología indo-urálica [Kortlandt].

## Valores fonéticos
Aún existe un considerable debate acerca de la pronunciación de las laringales. Las evidencias del hitita y el urálico son suficientes para concluir que estos sonidos fueron «guturales» o pronunciados bastante atrás en la cavidad bucal. La misma evidencia es también consistente asumiendo que fueron sonidos fricativos (como oposición de aproximantes u oclusivas), lo que estaría fuertemente respaldado por el comportamiento de las laringales en grupos consonánticos. La suposición de que *h₁ es una oclusiva glotal está todavía muy extendida. Sin embargo, resulta improbable que una oclusiva glotal se reflejara como fricativa en préstamos urálicos, como parece ser el caso, por ejemplo, en la palabra finesa lehti «hoja» < *lešte < pIE *bʰlh₁-tó-. Además, todas las laringales siguen el mismo patrón fonológico, de un modo que es bastante diferente de las oclusivas protoindoeuropeas, pero similar a la fricativa *s.
Si, como indican algunas pruebas, existieron dos sonidos *h₁, uno podría haber sido la oclusiva glotal /ʔ/ y el otro podría haber sido el sonido /h/, como en inglés hat. Otros autores por el contrario toman *h₁ siempre como el mismo sonido, unos autores consideran /h/ y otros /ʔ/.
Se han dado varios argumentos para determinar el lugar exacto de la articulación de las laringales. En primer lugar, el efecto que estos sonidos han tenido en los fonemas adyacentes está bien documentado. De lo que se conoce de esta condición fonética por idiomas contemporáneos, sobre todo los idiomas semíticos, *h₂ (la laringal a-colorante) podría haber sido una consonante faríngea fricativa. Las fricativas faríngeas (como la letra árabe ح en Muħammad) normalmente causan un coloreado de a en los idiomas semíticos (esto ocurre en hebreo, por ejemplo). Por esta razón, la suposición de que pudiera tener un comportamiento faríngeo es bastante fuerte. Otros autores suponen en lugar de lugar de un sonido faríngeo /ħ/, *h₂ podría haber sido un velar /x/ o uvular /χ/.
Igualmente está generalmente asumido que *h₃ fue redondeada (labializada) a causa de su efecto o-colorante. Es habitual considerarla sonora basándose en la forma del presente reduplicado *pibh₃- (< *pi-ph₃-) de la raíz *peh₃. Utilizando analogías del árabe, algunos lingüistas han supuesto que *h₃ fue también faríngea (como la letra árabe /ع/, como en muعallim «maestro»), aunque la suposición de que fuera velar /ɣʷ/ es probablemente más común (los reflejos en idiomas urálicos podría ser lo mismo si el fonema original fuese velar o faríngeo /ʕʷ/).
Lo mismo se ve en algunas correspondencias entre semita e indoeuropeo, ya sean debidas a préstamos prehistóricos o a un ancestro común (véase la teoría del nostrático):
Griego antiguo odýssomai (ὀδύσσομαι) «(yo) odio» (cf. armenio atel y nórdico antiguo etja «incitar»), del pIE *h₃ed- «odiar» | árabe ʿadū (عَدُو) «enemigo».
Griego ant. eólico awēsi (αFησι) «(el viento) sopla» (cf. sánscrito vā́ti «sopla» y hitita ḫuwant- «viento»), del pIE *h₂u̯eh₁- | árabe ħawāʾ (هَوَاء) «aire».

## Historia de la teoría
La historia de la génesis de la teoría se remonta a un jovencísimo Saussure que a los 21 años de edad, en diciembre de 1878, publicó la Mémoire sur le système primitif des voyelles dans les lagues indo-européenes, que reexaminaba el sistema apofónico del latín, griego y sánscrito proponiendo la reconstrucción de dos «coeficientes sonánticos» *A y *O (más tade *h₂ y *h₃) para explicar varios casos anómalos de alternancia vocálica y explicar unificadamente el patrón de tres conjugaciones verbales del sánscrito. Más tarde algunos autores retomaron la cuestión y propusieron un tercer elemento *E (más tade *h₁). Dicha propuesta fue marginal y no recibió demasiada atención en los siguientes 50 años, considerada como una abstracción de difícil interpretación, aunque parece que Saussure las pensó como algún tipo de elemento vocálico (no consonántico como sugiere la evidencia actualmente disponible).
Sin embargo, en 1927 el erudito polaco Jerzy Kuryłowicz mostró que en hitita, por aquel entonces un idioma recientemente descifrado, el grafema ḫ aparecía justo en las posiciones para las cuales Saussure había postulado la presencia de *A. Fue Kuryłowicz quien redesignó los elementos *E, *A y *O como *H₁, *H₂ y *H₃. Contribuyeron con aportaciones de importancia Möller y Cuny, que no eran indoeuropeístas, y cuya intención al desarrollar la teoría de las laringales era encontrar conexiones de los idiomas indoeuropeos con los semíticos, donde existen fonemas laringales (guturales). De hecho fue Möller quien había propuesto el elemento *E y quien había supuesto que *A y *O podían ser consonantes y no vocales, basándose en ciertos procesos fonológicos de los sonidos guturales en semítico. También fue Möller quien acuñó el término laringal. Cuny fue quien probó que, cuando las laringales se encuentran con alguna de las sonantes *r, *l, *m o *n, eran estas las que se transformaban en vocal, por lo que *E, *A y *O debían tener un carácter consonántico más fuerte que las sonantes.
En los comienzos de la lingüística indoeuropea las larignales eran un elemento ausente y hacia 1880 casi ningún indoeuropeísta de ninguna universidad europea hubiera considerado su necesidad, excepto por algunos casos marginales en Alemania. Sesenta años más tarde la situación había cambiado y la teoría laringalista se consideraba parte importante de los estudios indoeuropeos.